# Massala carthia
Massala carthia là một loài bướm đêm trong họ Erebidae.